# Schlaisdorf
Schlaisdorf ist eine Ortschaft der Stadt Lunzenau im sächsischen Landkreis Mittelsachsen.
Die ehemals eigenständige Gemeinde bestand aus Großschlaisdorf und Kleinschlaisdorf, die hier gemeinsam besprochen werden.

## Lage
Großschlaisdorf grenzt direkt nördlich an Lunzenau und liegt rund 200 m von der Zwickauer Mulde entfernt auf gut 237 m. Großschlaisdorf ist über eine Stichstraße erreichbar, die nicht weiter nach Kleinschlaisdorf führt, das zwar ca. 700 m entfernt nordwestlich auf einer Anhöhe über Großschlaisdorf auf gut 269 m liegt, aber nur von einer Straße von Göhren aus bzw. von der Straße von Lunzenau Richtung Obergräfenhain erreichbar ist. Bei Kleinschlaisdorf handelt es sich um eine Streusiedlung, während das große Pendant ein Platzdorf ist.

## Geschichte

### Kleinschlaisdorf

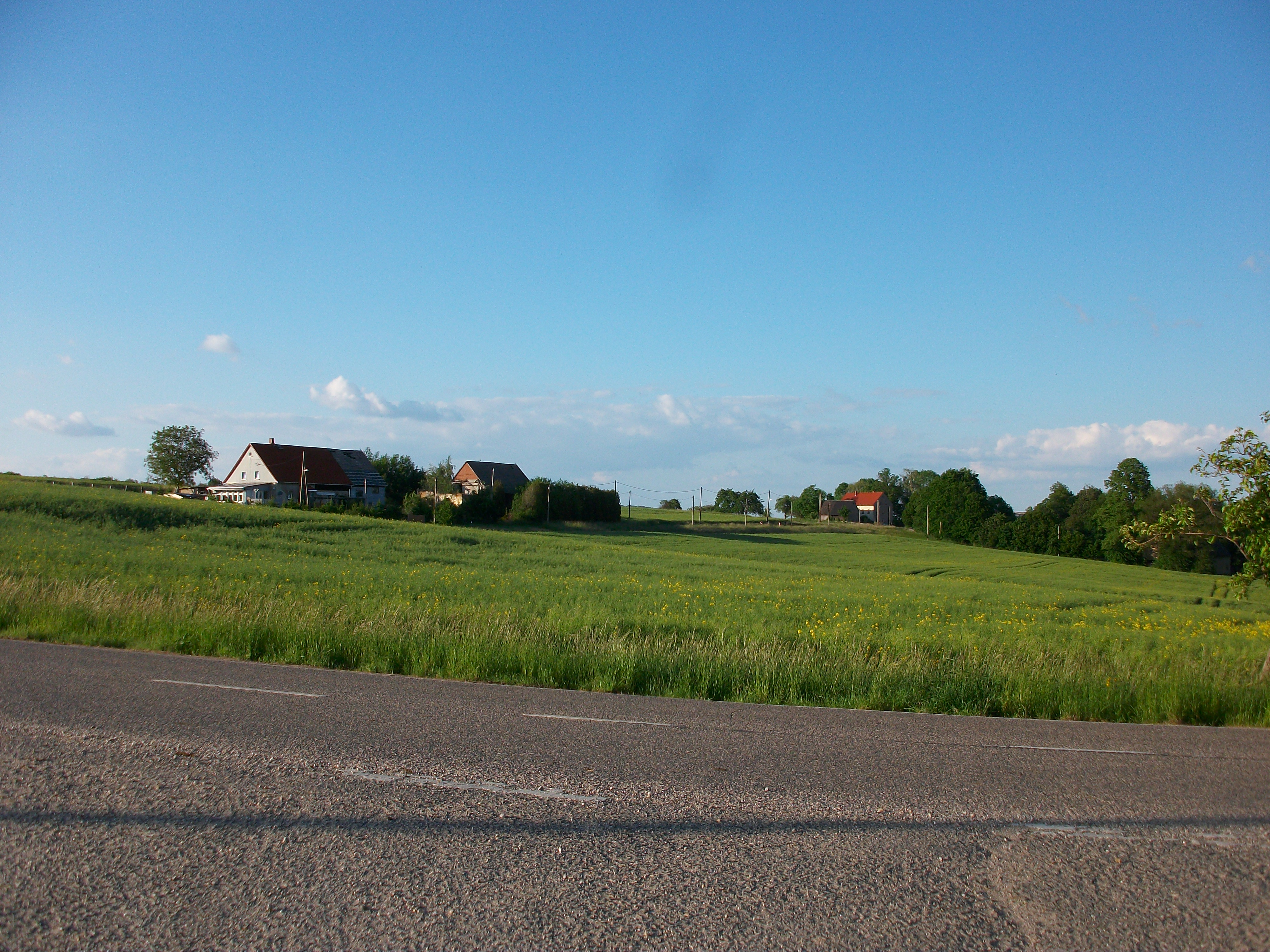
Blick auf Kleinschlaisdorf

Kleinschlaisdorf ist eine kleine Streusiedlung, die erstmals im 18. Jahrhundert, genauer im Jahr 1749 als Schlaisdorff, erwähnt wird. 1791 und 1875 wird der Zusatz Klein in den Wendungen Klein Schlaisdorf bzw. Schlaidorf (Klein-) verwendet. Kleinschlaisdorf war bis zur Eingemeindung der Gesamtgemeinde Teil Schlaisdorfs. Die Einwohnerzahlen und Zugehörigkeiten zu Ämtern und Kreisen sind deshalb dort hinterlegt.

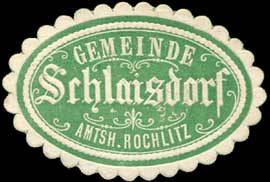
Siegelmarke von Schlaisdorf

### Großschlaisdorf
Die Geschichte Großschlaisdorfs weist wie die Dörfer des Umlandes eine längere Geschichte auf. Der Ort wird erstmals 1324 als Slavstorff erwähnt. Spätere Nennungen sind Slavstorff (1324),  Slawstorff, Slawistorf (1379), Slausdorf (1448), Slewßdorf (1486), Schleißdorff (1551), Schlaisdorf (1791), Großschlaisdorf (1834), Schlaisdorf (Groß- u. Klein-) (1875), Schlaisdorf (1939). Entsprechend seiner Lage gehörte die Gemeinde, und damit beide Orte, zum Amt Rochsburg, dem Amt Rochlitz, dem Gerichtsamt Penig, erneut der Amtshauptmannschaft, bzw. dem Landkreis Rochlitz an. Von 1994 bis 2008 waren die Orte Teil des Landkreises Mittweida, bis dieser im heutigen Kreis aufging.
Schlaisdorf wurde 1949 nach Lunzenau eingemeindet, zu dem es bis heute gehört. Ein offizieller Ortsteil ist Schlaisdorf heute nicht mehr. Ebenso entsendet das Dorf keine sachkundigen Einwohner für den Stadtrat.
| Jahr                              | 1551                         | 1764                                   | 1834 | 1871 | 1890 | 1910 | 1925 | 1939 | 1946 |
| --------------------------------- | ---------------------------- | -------------------------------------- | ---- | ---- | ---- | ---- | ---- | ---- | ---- |
| Kleinschlaisdorf                  | -                            | -                                      | 25   | 35   | 35   | -    | -    | -    | -    |
| Großschlaisdorf                   | 8 besessene Mann, 6 Inwohner | 9 besessene Mann, 8 Gärtner, 2 Häusler | 116  | 171  | 171  | -    | -    | -    | -    |
| beide Schlaisdorf (kursiv: Summe) | s. o.                        | s. o.                                  | 141  | 206  | 206  | 229  | 235  | 221  | 249  |

1925 waren 224 Einwohner Lutheraner, einer war Katholik, 10 waren andersgläubig.

## Belege
1. 1 2  Schlaisdorf, Klein- – HOV | ISGV. Abgerufen am 24. März 2024.
2. 1 2  Schlaisdorf (Groß-) – HOV | ISGV. Abgerufen am 24. März 2024.
3. ↑  Stadt Lunzenau: Hauptsatzung der Stadt Lunzenau. 4. November 2019, abgerufen am 24. März 2024.